# Liste der Abgeordneten zum Steiermärkischen Landtag (1884–1889)
Diese Liste nennt die Abgeordneten zum Steiermärkischen Landtag in der sechsten Wahlperiode (1884–1889).

## Zusammentreten
Der Landtag trat in der sechsten Wahlperiode zu sechs Landtagsrunden zusammen. Dies waren
- I Session: 6. Juni bis 4. Oktober 1884
- II Session: 25. November 1885 bis 14. Januar 1886
- III Session: 9. Dezember 1886 bis 22. Januar 1887
- IV Session: 24. November 1887 bis 17. Januar 1888
- V Session: 27. August bis 29. September 1888
- VI Session: 10. Oktober bis 19. November 1889

## Landesausschuss
Der Landesausschuss bestand aus
- Gundakar von Wurmbrand-Stuppach (Landeshauptmann)
- Hermann Freiherr von Gödel-Lannoy (Stellvertretender Landeshauptmann, bis 1886)
- Franz Radey (Stellvertretender Landeshauptmann, ab 1887)
- Edmund Graf Attems (Beisitzer) – Julius Franz Alfred Freiherr von Moscon (Ersatzmann)
- Alexander Wannisch (Beisitzer) – Eduard Lipp (Ersatzmann)
- Alois Karlon (Beisitzer) – Michael Hermann (Ersatzmann)
- Gustav Freiherr von Berg (Beisitzer) – Alois Posch (Ersatzmann)
- Josef Scholz (Beisitzer) – Franz Boeck (Ersatzmann)
- Johann Pairhuber (Beisitzer) – Josef Schmiderer (Ersatzmann) (1884)
- Josef Schmiderer (Beisitzer) – Julius Ritter von Vesteneck (Ersatzmann) (ab 1885 bis 1888) Wilhelm Kienzl (Ersatzmann) (ab 1888)
- Moritz Ritter von Schreiner (Beisitzer) – Heinrich Reicher (Ersatzmann)

## Liste der Abgeordneten
| Kurie                       | Wahlbezirk                  | Name                                       | Anmerkung        |
| --------------------------- | --------------------------- | ------------------------------------------ | ---------------- |
| Virilstimmen                | Fürstbischof von Seckau     | Johann Baptist Zwerger                     |                  |
| Virilstimmen                | Fürstbischof von Lavant     | Jakob Ignaz Maximilian Stepischnegg        |                  |
| Virilstimmen                | Rektor der Universität Graz | Hubert Leitgeb                             | 1884             |
| Virilstimmen                | Rektor der Universität Graz | Ferdinand Bischoff                         | 1885/6           |
| Virilstimmen                | Rektor der Universität Graz | Adolf Schauenstein                         | 1886/7           |
| Virilstimmen                | Rektor der Universität Graz | Ludwig Boltzmann                           | 1887/8           |
| Virilstimmen                | Rektor der Universität Graz | Leopold Schuster                           | 1888/9           |
| Großgrundbesitz             |                             | Edmund Graf von Attems                     |                  |
| Großgrundbesitz             |                             | Franz Graf von Attems                      |                  |
| Großgrundbesitz             |                             | Carl Berg                                  | bis 1889         |
| Großgrundbesitz             |                             | Gustav Freiherr von Berg                   |                  |
| Großgrundbesitz             |                             | Rudolf Freiherr von Hackelberg             |                  |
| Großgrundbesitz             |                             | Sigmund Graf von Herberstein               |                  |
| Großgrundbesitz             |                             | Adalbert Graf von Kottulinsky              |                  |
| Großgrundbesitz             |                             | Julius Franz Alfred Freiherr von Moscon    |                  |
| Großgrundbesitz             |                             | Josef Edler von Neupauer                   |                  |
| Großgrundbesitz             |                             | Johann Paul Pauer                          | bis 1888         |
| Großgrundbesitz             |                             | Victor Felix Freiherr von Seßler-Herzinger |                  |
| Großgrundbesitz             |                             | Gundakar von Wurmbrand                     |                  |
| Großgrundbesitz             |                             | Ludwig Freiherr von Zschock                |                  |
| Städte und Märkte           | Graz, innere Stadt          | Karl Rechbauer                             | bis 1885         |
| Städte und Märkte           | Graz, innere Stadt          | Ferdinand Portugall                        | ab 1886          |
| Städte und Märkte           | Graz, innere Stadt          | Moritz Ritter von Schreiner                |                  |
| Städte und Märkte           | Graz, Vorstädte             | Wilhelm Kienzl                             |                  |
| Städte und Märkte           | Graz, Vorstädte             | Alexander Koller                           |                  |
| Handels- und Gewerbekammern | Graz                        | Hans Dettelbach                            | bis 1885         |
| Handels- und Gewerbekammern | Graz                        | Julius Krepesch                            | bis 1885         |
| Handels- und Gewerbekammern | Graz                        | Franz Mosdorfer                            | ab 1886          |
| Handels- und Gewerbekammern | Graz                        | Julius Pfrimer                             |                  |
| Handels- und Gewerbekammern | Graz                        | Anton Wunder                               | ab 1886          |
| Handels- und Gewerbekammern | Leoben                      | Friedrich Vogel                            |                  |
| Handels- und Gewerbekammern | Leoben                      | Anton Fürst                                |                  |
| Handels- und Gewerbekammern | Leoben                      | Vincenz Till                               | 1884             |
| Handels- und Gewerbekammern | Leoben                      | Franz Ritter von Sprung                    | ab 1885          |
| Städte und Märkte           | Frohnleiten                 | Josef Alfred Heilsberg                     |                  |
| Städte und Märkte           | Hartberg                    | Josef Ressavar                             |                  |
| Städte und Märkte           | Fürstenfeld                 | Johann Pairhuber                           | 1884             |
| Städte und Märkte           | Fürstenfeld                 | Josef Sutter                               | ab 1885          |
| Städte und Märkte           | Radkersburg                 | Josef Kotzbeck                             |                  |
| Städte und Märkte           | Leibnitz                    | Max Freiherr von Washington                | bis 1886         |
| Städte und Märkte           | Leibnitz                    | Karl Morré                                 | ab 1887          |
| Städte und Märkte           | Voitsberg                   | Josef Scholz                               | 1884             |
| Städte und Märkte           | Voitsberg                   | Julius Ritter von Vesteneck                | ab 1885 bis 1886 |
| Städte und Märkte           | Voitsberg                   | Franz Kautschitsch                         | ab 1888          |
| Städte und Märkte           | Bruck                       | Alexander Wannisch                         |                  |
| Städte und Märkte           | Leoben                      | Franz Endres                               |                  |
| Städte und Märkte           | Judenburg                   | Heinrich Reicher                           |                  |
| Städte und Märkte           | Liezen                      | Eduard Lipp                                |                  |
| Städte und Märkte           | Murau                       | Franz Boeck                                |                  |
| Städte und Märkte           | Marburg                     | Josef Schmiderer                           |                  |
| Städte und Märkte           | Cilli                       | Josef Neckermann                           |                  |
| Städte und Märkte           | Windischgrätz               | Johann Tomscheg                            |                  |
| Städte und Märkte           | Pettau                      | Carl Ausserer                              | bis 1888         |
| Städte und Märkte           | Pettau                      | Josef Steyer                               | ab 1889          |
| Landgemeinden               | Umgebung Graz               | Mathias Kaltenegger                        |                  |
| Landgemeinden               | Weitz                       | Ernst Reichsfreiherr Gudenus               |                  |
| Landgemeinden               | Hartberg                    | Ildesons Schweizer                         | bis 1886         |
| Landgemeinden               | Hartberg                    | Franz Hagenhofer                           | ab 1887          |
| Landgemeinden               | Feldbach                    | Alois Fürst Liechtenstein                  |                  |
| Landgemeinden               | Feldbach                    | Eduard Thaler                              | 1884             |
| Landgemeinden               | Feldbach                    | Georg Pscheiden                            | ab 1885          |
| Landgemeinden               | Radkersburg                 | Alfred Fürst Liechtenstein                 | bis 1885         |
| Landgemeinden               | Radkersburg                 | Josef Schmirmai                            | ab 1886          |
| Landgemeinden               | Leibnitz                    | Alois Karlon                               |                  |
| Landgemeinden               | Leibnitz                    | Gustav Lehmann                             | bis 1888         |
| Landgemeinden               | Leibnitz                    | Franz Regele                               | ab 1889          |
| Landgemeinden               | Stainz                      | Josef Kurz                                 |                  |
| Landgemeinden               | Bruck                       | Alois Posch                                |                  |
| Landgemeinden               | Leoben                      | Anton Mayeregger                           | bis 1885         |
| Landgemeinden               | Leoben                      | Johann Thunhart                            | ab 1886          |
| Landgemeinden               | Judenburg                   | Anton Bärnfeind                            |                  |
| Landgemeinden               | Liezen                      | Mathias Wilsinger                          | bis 1886         |
| Landgemeinden               | Liezen                      | Josef Hupf                                 | ab 18867         |
| Landgemeinden               | Murau                       | Gregor Stadlober                           |                  |
| Landgemeinden               | Irdning                     | Thomas Köberl                              |                  |
| Landgemeinden               | Cilli                       | Ferdinand Dominkus                         | bis 1886         |
| Landgemeinden               | Cilli                       | Michael Bosnjak                            |                  |
| Landgemeinden               | Cilli                       | Josef Sernee                               | ab 1887          |
| Landgemeinden               | Windischgräz                | Josef Schutz                               |                  |
| Landgemeinden               | Marburg                     | Franz Radey                                |                  |
| Landgemeinden               | Marburg                     | Hermann Gödel-Lannoy                       |                  |
| Landgemeinden               | Luttenberg                  | Johann Kukovee                             |                  |
| Landgemeinden               | Pettau                      | Mathias Raič                               | bis 1885         |
| Landgemeinden               | Pettau                      | Franz Jurtela                              | ab 1886          |
| Landgemeinden               | Rann                        | Josef Hermann                              |                  |